# Cacciatore nella foresta
Cacciatore nella foresta (titolo originale in tedesco: Der Chasseur im Walde) è un dipinto a olio su tela del pittore romantico tedesco Caspar David Friedrich.

## Storia
La tela fu realizzata verso la fine del 1814, quando le truppe napoleoniche che avevano invaso Dresda nel 1813 furono cacciate dalla città. In quell'occasione il pittore tedesco decise di fuggire da tutti i tumulti successivi, per ripararsi nell'Elbsandsteingebirge, una regione montuosa non molto distante.

## Descrizione
Una rivista dell'epoca commentava così quest'opera: "Un corvo posato su un ceppo d'albero, intona un canto di morte ad un cacciatore francese, che solitario attraversa la foresta innevata."
Il dipinto dall'andamento verticale, si apre su un fitto e scuro bosco che occupa gran parte della tela. Si innalzano imponenti e impenetrabili, mentre sopra di essi un cielo particolarmente minaccioso sembra presagire un'imminente nevicata. In basso, proprio di fronte alla cortina d'alberi si trova un soldato, che appare piccolissimo rispetto alle alte e fitte chiome degli abeti. L'uomo sembra quasi intimorito, incerto se entrare o meno nella boscaglia. È immobile, intento a scrutare l'oscurità del sottobosco. Dietro di esso, compaiono i resti di due alberi ormai abbattuti da tempo, e proprio su uno di essi è poggiato un corvo nero che pare stia gracchiando.
Oltre ad un significato strettamente patriottico, riguardo alla liberazione della città di Dresda, possiamo ritrovare numerose simbologie ed altri significati. La figura del corvo, come da millenarie credenze popolari, fa riferimento ad una premonizione di morte; ripetuta dall'oscurità della foresta che appare quasi impenetrabile.
Nell'opera la natura si erge come paladina della libertà tedesca, perché il soldato appare come rinchiuso nella morsa della morte: dietro di esso il corvo, davanti la scura foresta; entrambi visti come allegoria della morte. Friedrich piega quindi il suo immaginario romantico al suo patriottismo, evitando di rappresentare scene di battaglie o scontri tra uomini. Preferisce quindi rivisitare il tema della finitezza dell'uomo di fronte alla natura, dando a quest'ultima un significato funesto.